# Pierre Dalem
Pierre Dalem (Liegi, 16 marzo 1912 – 22 febbraio 1993) è stato un calciatore belga, di ruolo centrocampista.